# L'Ami de la famille (film, 2006)
Pour les articles homonymes, voir L'Ami de la famille.
Pour plus de détails, voir Fiche technique et Distribution.
L'Ami de la famille (titre original : L'amico di famiglia) est un film italien réalisé par Paolo Sorrentino, sorti en 2006.

## Synopsis
Physiquement déplaisant, pingre et concupiscent, Geremia de' Geremei, surnommé « Cœur d'or », est un usurier florissant qui s'arroge le droit d'intervenir dans les choix que ses infortunés clients font de l'argent qu'il leur prête à un taux exorbitant. Jusqu'au jour où, amoureux, il en oublie d'être méfiant.

## Fiche technique
- Titre original : L'amico di famiglia
- Titre français : L'Ami de la famille
- Réalisation : Paolo Sorrentino
- Scénario : Paolo Sorrentino
- Photographie : Luca Bigazzi
- Musique : Teho Teardo
- Production : Francesca Cima, Fabio Conversi, Nicola Giuliano et Domenico Procacci
- Pays d'origine :  Italie
- Durée : 102 minutes
- Date de sortie : 2006

## Distribution
- Giacomo Rizzo : Geremia
- Alina Nedelea : Belana
- Fabrizio Bentivoglio : Gino
- Luigi Angelillo : Saverio
- Roberta Fiorentini : mère de Rosalba
- Fabio Grossi : beau-frère de Saverio
- Clara Bindi : mère de Geremia
- Luisa De Santis : Silvia
- Barbara Scoppa : Tiziana Senatore
- Valentina Lodovini : débitrice
- Simone Gualtieri : Marito donna
- Lucia Ragni : caissière
- Antonella Salvucci : présentatrice
- Geremia Longobardo : Giacomo
- Laura Chiatti : Rosalba
- Emilio De Marchi (acteur) :